# Iker Benito
Iker Benito Sánchez (Miranda de Ebro, 10 agosto 2002) è un calciatore spagnolo, attaccante dell'Osasuna.

## Carriera
Dopo aver effettuato dei provini con l'Athletic Bilbao, Benito si è unito alle giovanili dell'Osasuna nel 2018, proveniente dal Pamplona. Il 13 maggio dell'anno successivo ha firmato un contratto biennale con opzione per altre due stagioni.
Nel maggio 2020 è stato promosso nella seconda squadra, ed il 25 ottobre ha esordito nella sconfitta esterna per 2-0 in Segunda División B contro il Tudelano. Ha segnato il suo primo gol il 25 settembre 2021, nella vittoria in trasferta per 2-0 contro il San Juan. Il 19 gennaio 2022 ha debuttato in prima squadra sostituendo Kike Barja nella sconfitta per 0-2 contro il Celta Vigo.
Il 2 luglio 2023 è stato ceduto in prestito per una stagione al FC Andorra in Segunda División. A fine stagione, dopo aver giocato 38 incontri, ha fatto ritorno all'Osasuna con cui ha rinnovato il contratto fino al 2027.
Dopo aver iniziato la stagione 2024-2025 tra le file dell'Osasuna, il 2 gennaio 2025 viene ceduto nuovamente in prestito, stavolta al Mirandés.

## Statistiche

### Presenze e reti nei club
Statistiche aggiornate al 2 gennaio 2025.
| Stagione        | Squadra         | Campionato      | Campionato | Campionato | Coppe nazionali | Coppe nazionali | Coppe nazionali | Coppe continentali | Coppe continentali | Coppe continentali | Altre coppe | Altre coppe | Altre coppe | Totale | Totale |
| Stagione        | Squadra         | Comp            | Pres       | Reti       | Comp            | Pres            | Reti            | Comp               | Pres               | Reti               | Comp        | Pres        | Reti        | Pres   | Reti   |
| --------------- | --------------- | --------------- | ---------- | ---------- | --------------- | --------------- | --------------- | ------------------ | ------------------ | ------------------ | ----------- | ----------- | ----------- | ------ | ------ |
| 2020-2021       | Osasuna B       | SDB             | 20         | 0          |                 | -               | -               | -                  | -                  | -                  | -           | -           | -           | 20     | 0      |
| 2021-2022       | Osasuna B       | SDR             | 28         | 5          |                 | -               | -               | -                  | -                  | -                  | -           | -           | -           | 28     | 5      |
| 2022-2023       | Osasuna B       | SF              | 32         | 3          |                 | -               | -               | -                  | -                  | -                  | -           | -           | -           | 32     | 3      |
| 2022-2023       | Osasuna         | PD              | 4          | 0          | CR              | 0               | 0               | -                  | -                  | -                  | -           | -           | -           | 4      | 0      |
| 2022-2023       | Osasuna         | PD              | 4          | 0          | CR              | 0               | 0               | -                  | -                  | -                  | -           | -           | -           | 4      | 0      |
| 2023-2024       | FC Andorra      | SD              | 38         | 2          | CR              | 1               | 0               |                    | -                  | -                  |             | -           | -           | 39     | 2      |
| 2024-gen. 2025  | Osasuna         | PD              | 2          | 0          | CR              | 2               | 1               |                    | -                  | -                  |             | -           | -           | 4      | 1      |
| gen.-giu. 2025  | Mirandés        | SD              | 0          | 0          | CR              | 0               | 0               |                    | -                  | -                  |             | -           | -           | 0      | 0      |
| Totale carriera | Totale carriera | Totale carriera | 128        | 10         |                 | 3               | 1               |                    | -                  | -                  |             | -           | -           | 131    | 11     |